# Arctosa excellens
Arctosa excellens là một loài nhện trong họ Lycosidae.
Loài này thuộc chi Arctosa. Arctosa excellens được Eugène Simon miêu tả năm 1876.